# Burkhard Knobbe
Burkhard Knobbe (* 11. September 1963; † 17. Dezember 2023) war ein deutscher Fußballspieler und  Fußballtrainer. Er spielte in der höchsten Spielklasse des DDR-Fußballsports. In der DDR-Oberliga spielte er von 1984 bis 1986 für den 1. FC Magdeburg.

## Leben und Wirken
Ab 1974 durchlief Knobbe alle Nachwuchsmannschaften des 1. FC Magdeburg. Als Juniorenspieler wurde er in 13 Länderspielen eingesetzt. Nach seinem Schulabschluss absolvierte er eine Ausbildung zum Facharbeiter für Maschinenbau. Zur Saison 1983/84 wurde Knobbe für den Oberligakader des FCM als Abwehrspieler gemeldet, kam dort aber nicht zum Einsatz und spielte stattdessen für die 2. Mannschaft in der drittklassigen Bezirksliga. Für die Spielzeit 1984/85 wurde er nicht für die Oberliga-Mannschaft nominiert, trotzdem hatte der 1,78 m große Knobbe am 7. Saisonspieltag, dem 6. Oktober 1984, einen ersten Kurzauftritt in der Oberliga, als er in der 89. Minute für den Mittelfeldspieler Heiko Bonan eingewechselt wurde. Es dauerte bis zum 24. Spieltag, bevor Knobbe ein zweites Mal in dieser Saison in der Oberliga zum Einsatz kam. Dabei durfte er volle 90 Minuten für den nicht einsatzfähigen Martin Hoffmann spielen. 1985/86 tauchte er dann wieder im offiziellen Aufgebot der Oberliga-Mannschaft auf und wurde bereits am 2. Spieltag für den Verteidiger Axel Wittke in der 79. Minute eingewechselt. Ab November 1985 wurde Knobbe dann vom 11. Spieltag an bis zum Ende der Saison in weiteren zehn Oberligaspielen eingesetzt, zeitweise auch als Mittelfeldspieler. Obwohl auch für die Spielzeit 1986/87 wieder als Oberligaspieler gemeldet, kam Knobbe in diesen zwölf Monaten dann jedoch überhaupt nicht in der 1. Mannschaft zum Einsatz. Dieser Umstand wiederholte sich dann in der Saison 1987/88. Mit einer Bilanz von insgesamt 13 Oberliga-Einsätzen in rund vier Jahren verließ Knobbe daraufhin im Sommer 1988 den 1. FC Magdeburg und schloss sich daraufhin der zweitklassigen BSG Motor in der benachbarten Kleinstadt Schönebeck (Elbe) an.
Nach seiner Zeit als aktiver Fußballspieler war Knobbe auch als Trainer tätig. Ab 2007 betreute er den Landesklassenvertreter TUS 1860 Magdeburg, nachdem er zuvor den Landesligisten SV Irxleben trainiert hatte. Im Juli 2009 übernahm Knobbe das Training beim Magdeburger Landesligisten VfB Ottersleben. Sein Vertrag endete am 5. Mai 2011 durch die Kündigung seitens des Vereins aufgrund einiger Probleme im zwischenmenschlichen Bereich.
Burkhard Knobbe starb am 17. Dezember 2023 im Alter von 60 Jahren.